# Zanna Bianca e il grande Kid
Zanna Bianca e il grande Kid ist ein 1978 erstmals gezeigter komödiantischer Italowestern, der Motive von Jack London übernimmt. Der Film wurde bislang im deutschsprachigen Raum nicht aufgeführt.

## Handlung
Der junge Kid liebt Groschenhefte, besonders Western. Als er ins Missouri der 1910er Jahre, nach Gallantine zieht, werden etliche wahr: Der Ort wird von Mr. Morgan beherrscht, der mit seinen Leuten im Namen der Ordnung die Bewohner malträtiert. Der Sheriff des Ortes ist von ihm bestochen. Ebenfalls in Gallantine lebt der dem Alkohol verfallene Bruder von Jesse James, Frank. Kid, der immer von seinem Hund Zanna Bianca begleitet wird, erwählt Frank zu seinem Onkel, da er dessen Bruder bewunderte. Tatsächlich reißt sich Frank zusammen, wird zum neuen Sheriff des Ortes gemacht und kämpft mit Kid und dem intelligenten Hund gegen die Machenschaften von Morgan. Viele Abenteuer und unblutige Auseinandersetzungen später verlassen Frank und Kid Gallantine, das zu einem Ruheort für pensionierte Banditen geworden ist.

## Kritik
Ein „Film ohne einen einzigen gelungenen Scherz“, so Christian Keßler. Die Aufgabe des Hundes bestehe „vor allem darin, den Akteuren zwischen den Beinen herumzulaufen.“